# 工具乐队
工具乐队（英語：Tool），美国摇滚乐队，1990年成立于 加利福尼亚州洛杉矶。
主要成员有：丹尼·凯里、贾斯汀·钱斯勒、梅纳德·詹姆斯·基南、亚当·琼斯。從1995年起， 贾斯汀·钱斯勒便取代貝斯手保羅·達莫爾。至今，工具樂團已獲得三次葛萊美獎，在全世界都有巡迴表演。所發行的專輯，在各國也都是評價前幾名之內。
他們最早的一張專輯，是發行於1993年的純重金屬專輯《海底逆流》。然而，在之後的專輯里，他們的曲風逐漸偏向另類金屬、藝術金屬以及前衛金屬的風格。這些風格在爾後的兩張專輯《Ænima》（1996）和《Lateralus》（2001）中展現無疑。

## 歷史

### 早期 (1988-1992)
早在80年代，工具樂團的樂手們就已經陸續搬來洛杉磯。保羅和亚当本來想進入電影工業發展，主唱梅纳德·詹姆斯·基南在密西根州研究完視覺藝術的提材後，在洛杉磯找了一份裝修公司的活；而鼓手丹尼·凯里當時已經和幾個樂團里巡迴演出了。
1989年，梅纳德·基南和亚当·琼斯第一次透過朋友介紹而認識。在基南給琼斯聽了他之前的錄音後，亚当·琼斯對梅纳德·基南的嗓音感到震驚，於是他們便有了組團的想法。後來丹尼·凯里和保羅·達莫爾的加入，殿定了最早期的工具樂團。
在經過幾次表演後，已經有經記公司與他們接洽了; 才三個月的演出，他們就和Zoo Entertainment簽下了合約。1992年三月，工具樂團發行了第一張EP專輯----- 《鴉片》；其中，《寂靜沉默》這首歌的MV，不僅是工具樂團唯一入鏡的MV，同時也是一支對音樂市場審查制度不滿的MV。

### Undertow(專輯) (1993-1995)
1993年，正當另類金屬發展至最高峰的同時，工具樂團發行了第一張完整版的專輯--- 《Undertow》。這是一張曲風比《麻醉劑》還要更沉重的專輯。他們將之前不敢錄製的曲子放到這張專輯中，所展現的藝術風格在單曲《性監獄》和《清醒》里表露無疑。
1993年五月，他們開始了巡迴演唱，在這一年，也從二線樂團成為主要樂團。
由於巡迴演唱受到廣大的歡迎，這使得《Undertow》在1995年獲得了一張白金的殊榮。單曲《清醒》榮獲Billboard’s最佳MV大獎。但同時，這張專輯在一些大賣場，如Wal-Mart，卻被列為被審查的對像。
當第二支單曲《性監獄》發行後，工具樂團再度成為審查的目標。由於這首歌的詞和MV被理解為有關兒童遭到不正當對待的提材，音樂委員會要求基南作為工具樂團的代表，召開了公聽會，藉此來闡述這首歌的涵意。然而，在幾場公聽會下來後，音樂委員會決定禁止MTV Channel撥放這首歌。
1995年九月，正當工具樂團在錄製第二張錄音室專輯時，貝斯手保羅·達莫爾忽然求去，於是他們便找來當時在桃子樂團演奏的贾斯汀·钱斯勒替代保羅，成為新一任的貝斯手。

### Ænima(專輯) (1996-2000)
1996年十月，工具樂團發行了第二張錄音室專輯，同時也是一張獲得三白金的驚世之作。
這張專輯主要是獻給已過世的諷刺作家比爾·希克斯，因為在早些時候，工具樂團受其影響特別為深。其實《靈魂-灌腸》的最後一條音軌《第三隻眼》里面就有比爾·希克斯的一段講話。
首支單曲《醜陋的支配》，在全國電台撥放上受到了限制。這首歌因為太有攻擊性及影射性的言語，以至於MTV Chanel不僅將曲名改為《音軌一》(Track #1)，整支MV也被刪減了一部份。
1996年十月，在《Ænima》發行兩週後，工具樂團再度巡迴全美以及歐洲，更於1997年三月登入澳大利亞及紐西蘭。
這張專輯是工具樂團最輝煌的開始，是一張前衛金屬及另類金屬的融合。複雜的樂音，奇特的節拍，與意義深遠的歌詞組合出獨一無二的風格。這專輯不但體現出美國九零年代人們對另類金屬的著迷，同時也奪得葛萊美獎以及1996年最佳專輯之一。

### Lateralus(專輯) (2001-2005)
2001年二月，工具樂團發表了第三張錄音室專輯----《Lateralus》。這篇巨作將工具樂團更推向藝術金屬及前衛金屬的範疇。這是他們最具代表性的專輯。「十三支音軌，不定向地交插音符與節奏，彼此獨立又互相連結，樂音的起伏與整張專輯合為一氣。」基於這些因素，《Lateralus》在第一週後很快地成為全球最佳專輯。單曲《分裂教會與罪》讓他們拿到第二座葛萊美的最佳金屬團的獎。在專輯發行後，緊接而來的便是密集的巡迴演出。
2005年十二月，兩支單曲DVD正式發行，其中包括《分裂教會與罪》以及《拋物線》。這張專輯和上一張《靈魂-灌腸》不僅是工具樂團經典代表作，這兩張專輯實驗性質也是彼此呼應著。

### 10,000個日子(專輯) (2006-2007)
工具樂團的第四張專輯--- 《10,000 Days》，美國才發行一周便賣出564,000張，再度榮登公告牌二百强专辑榜的榜首，這樣的成績幾乎是同期Pearl Jam同名專輯的雙倍。比起《Lateralus》，《10,000 Days》的音樂風格更為強烈、外顯，但同時也沒有失去最為人津津樂道的深沉神秘感。這是工具樂團至今的最後一張專輯，全球樂迷對傳說中的第五張作品的漫長等待已經超過十年。

### 2008-現在
贾斯汀·钱斯勒在2007年接受訪問時曾說到他們會巡迴世界演出一直到2008年。他指出，樂團已經有一些新的曲子出來了，新的專輯將會在這幾年發出。據信，他們很有可能會為樂團拍一部電影。然而，琼斯間接否認這個想法，他說這只是沒事閒聊提提罷了；但基南在一次晚宴中保證會再出一張新專輯。2010年3月，工具樂團已經「很嚴肅地」開始寫一些曲子。 2010年4月，工具樂團最後的動向是即將在夏天做巡迴演出。
2016年，工具樂團的成員在訪問中再三對外表示，樂迷期待已久的新專輯已經在緊鑼密鼓的準備中，他們目前一周四日努力創作，已經累積相當成果。但由於他們對音樂品質的堅持和形式創新的追求，將不會有具體的時間限制與發行預告。

## 音樂型態與影響
工具樂團的音樂形態，年代雜誌的Patrick Donoran曾這麼說道：「一個思想者的金屬樂團，大腦思考的、心靈思考的、輕快與沉重的、優美與感傷的、柔性與野蠻的、熟悉與陌生的、西方與東方的、美麗與醜陋的、蔓生的、史詩般的，它們是矛盾的糾結。」

## 音樂型態
工具樂團的音樂，其中最特別的是他們那奇特的記拍符號（Time signature）。舉例來說，《分裂教會與罪/Schism （页面存档备份，存于）》這首歌從一開始的6.5/4到後來5/8, 7/8, 然後在換到其它不同的記拍符號。每一位樂手也在音樂中表現出自己的特點。像《Bass Players》雜誌談到贾斯汀·钱斯勒時說道：「他的技巧，有中間音域的沉穩、吉它般的技巧以及靈活的獨奏。」至於節奏部份，鼓手丹尼·凯里使用多重節奏，手與腳使用不同節拍。他也使用電子鼓將之前錄下的聲音，與現場混合式地呈獻出來。
整個樂團著重於樂音，跟其他樂隊不同的是，他們選擇發表沒有歌詞的專輯，讓人們更專注於音樂。就像吉它手亚当·琼斯所說：「我們上台，不希望別人關注我們今天拿甚麼牌子的樂器，或者我們今天唱的是那些歌詞。我們所演奏出來的才是我們想表達的。」

## 視覺藝術
工具樂團在他們成軍的生涯里，MV、現場表演和專輯包裝的藝術是他們最大的特點之一。更明確的說，亚当·琼斯是這整個視覺藝術的核心人物。
工具樂團在近二十年的歲月中，一共出了八支MV，但他們只出現在最早的一支MV里。他們說這是希望人們「專注於音樂更勝於團體性格」。除了《寂靜沉默》和《有同感》這兩首歌，所有其它MV都是亚当·琼斯用定格動畫所做的效果。尤其單曲《清醒》特別受到關注。琼斯說這支MV並沒有一個故事情節，他的目的在於----- 喚起自己的情緒到這些畫面中。而Billboard當年也投了這首歌一票，使之成為「最佳新人MV獎」。

## 著名专辑
- 《Undertow》1993
- 《Ænima》1996
- 《Lateralus》2001
- 《10000 Days》2006
- 《Fear Inoculum》2019